# Episodi di Wildfire (seconda stagione)
La seconda stagione della serie televisiva Wildfire è stata trasmessa negli Stati Uniti da ABC Family dal 2 gennaio 2006 al 10 aprile 2006.
In Italia, la serie è stata trasmessa in prima visione da Italia 1 dal 9 ottobre 2008 al 27 ottobre 2008 alle ore 15:55.
| nº | Titolo originale                            | Titolo italiano           | Prima TV USA     | Prima TV Italia |
| -- | ------------------------------------------- | ------------------------- | ---------------- | --------------- |
| 1  | Try It Without the Porsche                  | Voglio farcela da solo    | 2 gennaio 2006   | 9 ottobre 2008  |
| 2  | Opportunity Knocks                          | Cogli l'occasione         | 9 gennaio 2006   | 10 ottobre 2008 |
| 3  | A Good Convict Is Hard to Find              | La detenuta modello       | 16 gennaio 2006  | 13 ottobre 2008 |
| 4  | Dangerous Liaisons                          | Relazioni pericolose      | 23 gennaio 2006  | 14 ottobre 2008 |
| 5  | Family Matters                              | Affari di famiglia        | 30 gennaio 2006  | 15 ottobre 2008 |
| 6  | Nothing Takes the Past Away Like the Future | Il passato ritorna sempre | 6 febbraio 2006  | 16 ottobre 2008 |
| 7  | Taking Off                                  | La dichiarazione          | 27 febbraio 2006 | 17 ottobre 2008 |
| 8  | Fear                                        | Paura                     | 6 marzo 2006     | 20 ottobre 2008 |
| 9  | Break Down                                  | Un cavallo finito         | 13 marzo 2006    | 21 ottobre 2008 |
| 10 | 51/49                                       | Questione di quote        | 20 marzo 2006    | 22 ottobre 2008 |
| 11 | Who Are You                                 | Il prezzo da pagare       | 27 marzo 2006    | 23 ottobre 2008 |
| 12 | For Love or Money                           | Per amore o per denaro    | 3 aprile 2006    | 24 ottobre 2008 |
| 13 | Close Shave                                 | Unione di anime           | 10 aprile 2006   | 27 ottobre 2008 |

## Voglio farcela da solo
- Titolo originale: Try It Without the Porsche
- Diretto da: Rob Thompson
- Scritto da: Marjorie David

### Trama
Dopo aver appena perso il Sandpiper, a causa di uno sporco trucco di Tina, Kris e Wildfire attirano l'attenzione dei media e di un agente sportivo. Dani ha un brutto periodo accettando la verità su sua madre e la partenza di Junior. Intanto, Kris e Matt cercano Junior che ha avuto un incidente con la sua auto. Dopo una segnalazione da parte della polizia, Kris crede che Junior sia morto ma nel momento in cui Kris si confida con il suo cavallo egli appare alle sue spalle. Junior ha deciso di non dipendere più da suo padre e di cavarsela da solo, e insieme a Kris decide di prendersi una pausa, perché il tempo aggiusterà le cose tra di loro.
- Altri interpreti: James Read (Ken Davis), Arye Gross (Charlie Hewitt), Joe Lando (Pete Ritter), Amy Jo Johnson (Tina Sharp), Kieren Hutchinson (Kerry Connelly), William Sterchi (Mr. Happy), Nicholas Ballas (Ray), Kristy Vaughan (Molly Blitzer), Scarlett McAlister (Wendy Levy).

## Cogli l'occasione
- Titolo originale: Opportunity Knocks
- Diretto da: Bradford May
- Scritto da: Stephanie Ripps

### Trama
Kerry va da Kris con l'opportunità di un'audizione per una pubblicità di una salsa piccante. Lei vorrebbe tralasciarla, ma decide di no quando si accorge di quanto quei soldi sarebbero importanti per lei e Raintree. Quando lei non ha affinità con l'attore che dovrebbe baciare, il regista prende Junior per quel ruolo, e il bacio risveglia la loro relazione così che Junior invita Kris a casa sua per una cena. Junior diventa socio del nuovo club di Pete, e inizia a far conoscenza con sua madre Isabelle. Dani compra due cavalli per far partire la sua scuderia contro quella dei Davis, e Pete è più coinvolto nella vita di famiglia con dispiacere di Charlie.
- Altri interpreti: Kieren Hutchinson (Kerry Connelly), Debrah Farentino (Isabelle), James Read (Ken Davis), Arye Gross (Charlie Hewitt), Joe Lando (Pete Ritter), Scarlett McAlister (Wendy Levy).

## La detenuta modello
- Titolo originale: A Good Convict Is Hard To Find
- Diretto da: Rob Thompson
- Scritto da: Jordan Hawley

### Trama
Kris viene convinta dal suo agente a partecipare a una giornata di beneficenza al campo Lagrange dove lei un tempo era detenuta. Lì incontra una vecchia amica che la metterà in una situazione molto complicata. Infatti, quest'ultima deciderà di scappare dalla prigione sotto gli occhi della stessa Kris invitandola a non riferire l'accaduto alla polizia, in quanto ha un problema familiare da risolvere e che per il momento non può riferire all'amica. Kris decide di fidarsi. La polizia sospetta qualcosa e invita Kris a parlare ma la ragazza come da accordo finge di non sapere nulla. Se si scoprirà qualche suo coinvolgimento nella situazione sarà costretta a tornare in prigione. Nel frattempo Kris decide di essere solamente amica a Junior. Il giorno seguente Kris decide di riferire tutto alla polizia ma la compagna di prigione ritorna con un neonato in braccio. Si tratta di suo figlio che doveva prendere da un suo ex per affidarlo alla sorella. La ragazza torna in prigione coprendo qualsiasi coinvolgimento da parte di Kris nell'accaduto.
- Altri interpreti: Arye Gross (Charlie Hewitt), Joe Lando (Pete Ritter), Kieren Hutchinson (Kerry Connelly), Debrah Farentino (Isabelle Matia-Paris), Amanda Seyfried (Rebecca).

## Relazioni pericolose
- Titolo originale: Dangerous Liaisons
- Diretto da: Bradford Mat
- Scritto da: Christina Lynch, Loren Segan

### Trama
A Raintree è arrivata una nuova cavalla, Bella Donna, che si trova lì per accoppiarsi con il figlio di Avatar.
Jean e Charlie decidono di passare un weekend romantico e di lasciare tutto nelle mani di Kris e Matt. Nel frattempo Tra Junior e Rebecca sta nascendo un bel feeling. Dany ha notato un buon cavallo da internet e siccome promette a suo padre di passare un weekend con lui, chiede a Matt di occuparsene e di andare a vedere di persona se il cavallo è effettivamente buono o se si tratta di una truffa. Matt quindi lascia Raintree nelle sole mani di Kris. Nel momento i cui Kris scopre di non riuscire a badare a tutto, chiama Junior che accorre in suo aiuto. Tra i due scoppia di nuovo la scintilla e passeranno una notte d'amore insieme, mentre Rebecca si sta occupando da sola del locale di Junior e Pete (Il Pete's). La mattina seguente Kris dice a Junior di aver commesso un errore a stare insieme e successivamente scopre che Wildfire è scappato. Sentendosi alle strette chiede di nuovo aiuto a Junior che si sentirà quasi "usato" dalla ragazza. Bella Donna rifiuta di accoppiarsi con altri cavalli, questo perché è già incinta di Wildfire, l'accoppiamento era avvenuto quando il cavallo era scappato.
- Altri interpreti:James Read (Ken Davis), Amanda Seyfried (Rebecca), Arye Gross (Charlie Hewitt).

## Affari di famiglia
- Titolo originale: Family Matters
- Diretto da: Frank Perl
- Scritto da: Sandy Isaac

### Trama
Pablo è fuori città, così Jean chiede a Matt di allenare Kris al suo posto per vincere la prossima gara. La situazione è più difficile di quanto sembra, infatti Matt allena sia Kris che il fantino di Dany. Essi dovranno scontrarsi l'uno contro l'altro nella prossima corsa. Il locale di Junior e Pete subisce una grave perdita di acqua e Junior non possiede tutti i soldi per poter sistemare tutto. Todd si comporta in un modo strano, infatti non vuole uscire dalla sua camera e quando Jean lo obbliga a farlo nota che il figlio ha un grosso livido sull'occhio, fatto da un bullo che a scuola lo perseguita. Jean vuole intervenire ma Todd le fa promettere di restarne fuori, perché vuole occuparsene da solo. Charlie preoccupato anch'egli della questione decide di indagare, e scopre che in realtà non si tratta di un bullo, ma Todd frequenta alcune lezioni di Karate di nascosto. Decidono allora insieme di dirlo a Jean che non si mostra contenta della notizia in quanto Todd ha problemi di cuore, ma si fa convincere ad assistere a un combattimento, se non lo troverà piacevole Todd non frequenterà più le lezioni. Nel frattempo, grazie all'aiuto del suo agente Kris scopre che Matt fa il doppio gioco, e per questo gli chiede di non allenare più il fantino di Dany, ma lui rifiuta e le dice che starà nonostante tutto sempre al suo fianco a sostenerla. Junior viene aiutato dalla madre, infatti quest'ultima vuole affrontare tutte le spese della perdita da sola, perché crede in suo figlio nonostante non abbia ancora tutta la cifra. Per questo chiede al padre di Junior di dargli mezzo milione (di cui sessantamila ne darà al figlio per aggiustare i tubi del Pete's) e in cambio lei sparirà e lascerà Junior tornare a casa del padre. È il giorno della corsa e Matt da a Kris e all'altro fantino due tattiche differenti. La gara viene vinta da Kris, ma nonostante tutto anche il cavallo di Dany ha fatto un'ottima gara, posizionandosi al secondo posto. Un posto fantastico per chi gareggia per la prima volta.
- Guest star: James Blunt (Sé stesso)
- Altri interpreti: James Read (Ken Davis), Amanda Seyfried (Rebecca), Kieren Hutchinson (Kerry Connelly), Debrah Farentino (Isabelle Matia-Paris), Arye Gross (Charlie Hewitt).

## Il passato ritorna sempre
- Titolo originale: Nothing Takes the Past Away Like the Future
- Diretto da: Bradford May
- Scritto da: Winston Gieseke

### Trama
Il passato di Pablo torna a cercarlo quando qualcuno va alla Raintree e gli dice di allenare il suo cavallo. Intanto, Matt accetta un nuovo lavoro e ciò fa arrabbiare moltissimo Jean. Isabelle fomenta più disordini e fa del suo meglio per impedire a Junior e Ken di riconciliarsi.
- Altri interpreti: James Read (Ken Davis), Debrah Farentino (Isabelle Matia-Paris), Amanda Seyfried (Rebecca), Joe Lando (Pete Ritter).

## La dichiarazione
- Titolo originale: Taking Off
- Diretto da: Holly Dale
- Scritto da: Jordan Hawley

### Trama
Kris ottiene l'opportunità di una vita e presto scopre che la fama sta assumendo il controllo.
Lei si chiede se sarà capace di mantenere i vecchi amici, che si distanziano da lei con tutte le forze. Nel frattempo, Rebecca dà una mano a Junior.
- Altri interpreti: Kieren Hutchinson (Kerry Connelly), Amanda Seyfried (Rebecca), Arye Gross (Charlie Hewitt), Scott William Winters (Hal Bernie).

## Paura
- Titolo originale: Fear
- Diretto da: Bradford May
- Scritto da: Stephanie Ripps

### Trama
Kris è minacciata da qualcuno proveniente dal passato di Pablo. Lei non sa cosa fare siccome la prossima corsa è davvero importante per i Ritter. Junior capisce che Pete Ritter forse non è l'uomo che lui pensava che fosse.
- Altri interpreti: James Read (Ken Davis), Joe Lando (Pete Ritter).

## Un cavallo finito
- Titolo originale: Break Down
- Diretto da: Shawn Piller
- Scritto da: Sandy Isaac

### Trama
Kris deve correre per Dani Davis e stranamente contro Wildfire. Junior scommette ogni cosa che ha (il club) contro Wildfire, con Bobby che sostiene di aver cambiato vita. Si svolge un importante incidente quando sia Wildfire che il cavallo di Dani si scontrano. Kris inizia a credere che l'incidente sia colpa sua.
- Guest star: Aidan Hawken (Sé stesso).
- Altri interpreti: James Read (Ken Davis), Kieren Hutchinson (Kerry Connelly), Kent Kirkpatrick (Del Graves), Mary Sue Evans (Veterinario numero 2), Luce Rains (Veterinario numero 1), Jason London (Bobby), Gary Stevens (Augie French), Tyler New (Ragazzo numero 1).

## Questione di quote
- Titolo originale: 51/49
- Diretto da: Bradford May
- Scritto da: Christina Lynch, Loren Segan

### Trama
Durante una terribile tempesta Kris, Matt, Junior e Dani sono intrappolati insieme e un fiume di segreti e bugie sono rivelati. Ken mette Junior e Dani uno contro l'altro per salvarsi la pelle. Kris corre un rischio, ma potrà riconquistare quello che ha già perso?
- Altri interpreti: James Read (Ken Davis), Kieren Hutchinson (Kerry Connelly).

## Il prezzo da pagare
- Titolo originale: Who Are You
- Diretto da: Holly Dale
- Scritto da: Winston Gieseke

### Trama
Kris deve provare a convincere un'ereditiera a dare un posto a Wildfire nella Breeders' Cup. Inoltre, Dani si abbassa a qualsiasi limite per rovinare le sue chance. Arie di fiamma e una nuova relazione iniziano a bollire.
- Altri interpreti: Kieren Hutchinson (Kerry Connelly), Charlotte Salt (Gillian Parsons), Robert Defrank (Gallerista), Mark Miller (Rex Hubbard), Kit Gwin (Giudice), Rachel Reynolds (Lucy Carmichael).

## Per amore o per denaro
- Titolo originale: For Love or Money
- Diretto da: Douglas Schwartz, Doug Schwartz
- Scritto da: Christina Lynch, Stephanie Ripps, Loren Segan

### Trama
Wildfire gareggia con Ishmael, il cavallo di Dani, per il posto di Gillian alla Breeders' Cup ma potrebbe non accadere quando Belladonna inizia ad avere le doglie. Kerry prende delle misure disperate con la sua ex.
- Altri interpreti: Charlotte Salt (Gillian Parsons), Kieren Hutchinson (Kerry Connelly), Tom Schuch (Len Baxter), Mary Sue Evans (Dott. Schuler), Chris Bruno (Dott. Rob Elliott), Michael Hatfield (Kyle).

## Unione di anime
- Titolo originale: Close Shave
- Diretto da: Bradford May
- Scritto da: Marjorie David

### Trama
Kris deve decidere se restare alla Raintree o viaggiare in Europa per promuovere la sua carriera; Baby Wildfire deve essere venduto. Kerry tradisce Kris con Gillian poiché vuole fare entrare la prima al Breeders. Kris vince con Wildfire la gara, Dani ricatta Gillian e ottiene la maggioranza delle azioni sulla Raintree. Junior compra babywildfire e lo dona a Kris dicendole che la ama; proprio mentre stanno per baciarsi squilla il cellulare della ragazza e qualcuno l'avverte che Kerry è precipitato col suo aereo ed è disperso sulle montagne.
La puntata continua nel prossimo episodio che dà il via alla 3 stagione
- Guest star: Jem (Sé stessa).
- Altri interpreti: Amy Jo Johnson (Tina Sharp), Charlotte Salt (Gillian Parsons), Kieren Hutchinson (Kerry Connelly), James Read (Ken Davis), Kip Lewis (Fantino), Jason London (Bobbie), David House (Poliziotto numero 1).